# 프로스페르 지켈
프로스 마리 지켈(Prosper Marie Giquel, 1835년 ~ 1886년)은 프랑스 해군 장교로 19세기 청나라의 근대화에 중요한 역할을 했다. 중국명은 리이제(중국어 정체자: 日意格, 병음: Rì Yìgé)이다.

## 생애
프로스페르 지켈은 애로호 전쟁 때 연합군의 일환으로 1857년에 중국에 처음 도착했다. 광동성 광저우 점령군으로 복무할 기회를 얻은 지켈은 중국어 공부를 시작했다. 1861년 말, 로버트 하트가 감독관으로 있는 청나라 해관청에 합류했고, 닝보 관청의 감독관으로 1861년 12월에 태평천국에 점령될 때까지 그곳에 있었다.

### 태평천국의 난
상하이에서 반란군을 몰아내기 위해 프랑스와 영국의 공동 작전을 벌였다. 이듬해 봄을 영국과 프랑스 원정군에서 일을 한 후, 지켈은 닝보로 돌아와 이후 상첩군(常捷軍)이 되는 프랑스-청나라 군을 조직하게 된다. 병력은 2,000명에서 3,000명 사이였다. 1863년 3월 15일, 폴 데그벨(德克碑) 소위의 지휘하에 군대는 태평천국 반군으로부터 소흥을 탈환했다. 폴 데그벨이 프랑스로 돌아가면서, 프로스페르 지켈은 청나라-프랑스군의 지휘권을 얻었지만 1864년 10월 좌종당과의 합의에 따라 해산되었다.

### 복주선정국

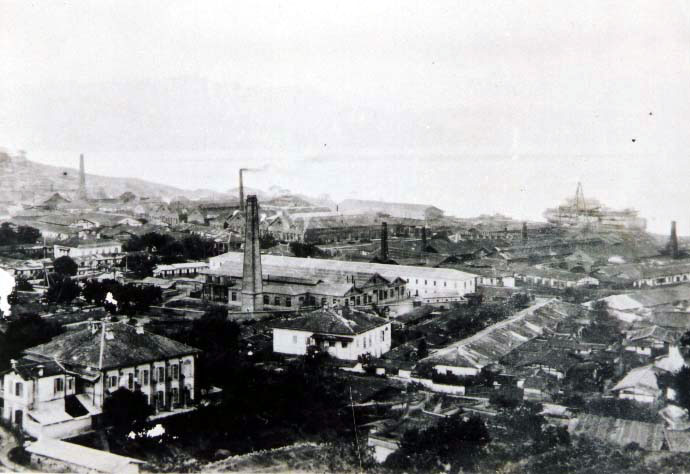
마미의 복주선정국 조선소

1866년에 지켈은 좌종당이 계획한 복주 조선소 프로젝트의 조직과 계획에 참여했다. 1867년에서 1874년까지 그는 심보정이 이끄는 프로젝트의 유럽 감독관 자격으로 청나라 위원으로 일했다. 조선소를 만든 목적은 현대식 중국 전함과 수송 함대를 만들고 서양 과학 분야의 숙련된 기술자를 양성하는 것이었다. 이러한 노력은 중국의 서구 지식 습득 운동에 기여했다. 마찬가지로, 난징 공창은 영국인 홀리데이 맥카트니의 책임을 졌다.
1874년까지 프로젝트를 직접 운영을 마쳤기 때문에, 지켈은 1877년에 유럽 교육 미션의 컨설턴트, 구매 중계상과 공동 이사로 일하면서 조선소에 계속 복무했다. 교육 미션의 목표는 조선소의 교육 프로그램을 보완하기 위한 고급 기술 교육을 제공하는 것이었다.
1870년대 중반과 1880년대에 지켈은 국제 외교에 점점 더 관여하게 되었다. 그는 1874년 일본의 타이완 침략으로 인한 일본과 청나라의 외교적 충돌인 ‘대만 위기’에서 고문으로 일했다. 1881년에 그는 증기택이 청나라와 러시아 사이의 제3의 위기를 평화롭게 결론짓도록 도왔다. 지켈은 지난 몇 년간(1883 ~ 1885) 인도차이나에 대한 청나라와 프랑스의 충돌로 인해 발생한 청불 전쟁을 끝내기 위해 고군분투했다. 그 당시 지켈 프로스에게 가장 충격적인 사건 중에는 마강 해전에서 프랑스 해군이 1884년 8월 복주조선소를 파괴한 사건이 있었는데, 이는 청나라에서의 그의 모든 경력의 주요 성과였던 것이다.

## 유산
프로스페르 지켈은 리보(Li Bo)의 Tienkuo : The Heavenly Kingdom의 등장인물로, 19세기 중반에 저술된 역사 소설로 동일 작가의 Beyond the Heavenly Kingdom에도 등장한다.

## 저서
- Journal of the Chinese Civil War
- The Foochow Arsenal, and Its Results, from the Commencement in 1867, to the End of the Foreign Directorate, on the 16th February, 1874.

## 참고자료

### 인용서
1. ↑  The Cambridge History of China By John King Fairbank, Denis Crispin Twitchett, p.433
2. ↑  The Rise of Modern China by Immanuel Chung-yueh Hsü p.282-283

### 전기
- Giquel, Prosper. (1985). A Journal of the Chinese Civil War, 1864 (trans., Steven A Leibo).	Honolulu: 하와이 대학교 출판부. ISBN 978-0-8248-0985-0; OCLC 11090990
- Leibo, Steven A. (1985) Transferring Technology to China: Prosper Giquel and the Chinese Self-Strengthening Movement. Berkeley: 캘리포니아 대학교 출판부. ISBN 978-0-912966-76-2; OCLC 12437203